# William Zombory
William Zombory (* 11. Januar 1906 in Temesvár, Österreich-Ungarn (heute Timișoara); † 17. Januar 1993) war ein rumänischer Fußballtorhüter. Er bestritt 45 Spiele in der höchsten rumänischen Fußballliga, der Divizia A, und ist mit fünf Treffern der erfolgreichste Torhüter. Außerdem nahm er an der Fußball-Weltmeisterschaft 1934 teil.

## Karriere

### Verein
Zombory begann mit dem Fußballspielen in seiner Heimatstadt bei Chinezul Timișoara, dem erfolgreichsten rumänischen Verein der 1920er-Jahre. Im Jahr 1925 wechselte er zunächst zum Lokalrivalen Sparta CFR Timișoara, ehe er ein Jahr später zu Chinezul zurückkehrte. Im Jahr 1927 gewann er seine erste Meisterschaft. In der Folgezeit konnte Chinezul, das zuvor sechs Mal in Folge die Meisterschaft gewonnen hatte, aus finanziellen Gründen nicht mehr an frühere Erfolge anknüpfen.
Im Jahr 1930 verließ Zombory schließlich Chinezul und wechselte zum professionellen Lokalrivalen Ripensia Timișoara. Da die rumänische Profiliga Divizia A erst zwei Jahre später gegründet wurde, konnte er mit seinem neuen Verein nicht an offiziellen Wettkämpfen teilnehmen.
Ripensia wurde zu einem der erfolgreichsten Vereine der 1930er-Jahre und Zombory konnte bis zum Jahr 1938 viermal die rumänische Meisterschaft und zweimal den rumänischen Pokal gewinnen. Mit fünf Toren – alle per Strafstoß – ist er bis heute der torgefährlichste Torwart. Nach einem Jahr bei ILSA Timișoara beendete er im Jahr 1939 seine Laufbahn.

### Nationalmannschaft
Zwischen 1926 und 1935 spielte Zombory acht Mal für die rumänische Fußballnationalmannschaft. Seinen Einstand hatte er am 3. Oktober 1926 gegen Jugoslawien. In der Folgezeit konnte er sich nur selten gegen seine Konkurrenten wie Ion Lăpușneanu und Alexandru Szatmári durchsetzen. Nationaltrainer Josef Uridil nominierte Zombory für die Fußball-Weltmeisterschaft 1934 in Italien und setzte ihn im einzigen Spiel Rumäniens gegen den späteren Vizeweltmeister Tschechoslowakei ein.

## Erfolge
- WM-Teilnehmer: 1934
- Rumänischer Meister:  1926/27, 1932/33, 1934/35, 1935/36, 1937/38
- Rumänischer Pokalsieger: 1933/34, 1935/36